# Pontellina platychela
Pontellina platychela är en kräftdjursart som beskrevs av Fleminger och Hülsemann 1974. Pontellina platychela ingår i släktet Pontellina och familjen Pontellidae. Inga underarter finns listade i Catalogue of Life.